# جورج جاي هال
جورج جاي هال (بالإنجليزية: George J. Hall)‏ هو عسكري أمريكي، ولد في 9 يناير 1921 في ستونهام في الولايات المتحدة، وتوفي في 16 فبراير 1946.